# Ulcère hématopoïétique
Un ulcère hématopoïétique est un ulcère survenant avec la drépanocytose, l'anémie hémolytique congénitale, la polyglobulémie, le purpura thrombocytopénique, la macroglobulinémie et la cryoglobulinémie.